# Zarza de Montánchez (kommun)
Zarza de Montánchez är en kommun i Spanien.   Den ligger i provinsen Provincia de Cáceres och regionen Extremadura, i den centrala delen av landet, 240 km sydväst om huvudstaden Madrid. Antalet invånare är 596.